# Terror (banda)
Terror é uma banda de hardcore punk de Los Angeles, Califórnia, Estados Unidos. No dia 3 de janeiro de 2013, a banda anunciou em suas páginas de rede social que havia começado a gravar seu sexto álbum, The 25th Hour.

## História
Seu segundo álbum, One With The Underdogs, vendeu mais de 40 000 cópias. A banda já fez turnês pela Europa (incluindo Rússia), Austrália, Nova Zelândia, Coreia, Japão, México e América do Sul. Seu terceiro álbum, Always The Hard Way, alcançou a posição #10 no ranking da Billboard e o #19 nos melhores discos independentes do mesmo.
Antes de Terror, seu vocalista Scott Vogel, já era popular entre a cena underground, cantando em meados dos anos 90 em bandas como Slugest, Despair e Buried Alive. O baterista Nick Jett e ex-guitarrista Todd Jons, foram integrantes da conhecida banda de hardcore Carry On (que eles foram introduzidos por Bridge Nine e Youngblood Record). O ex-baixista de Terror, Carl Schwart, gravou a maior parte de Always The Hard Way, e depois renunciou para liderar sua banda atual, First Blood.
O mais recente álbum da banda, Live by the Code, originalmente para ser lançado em 2012, foi adiado para abril de 2013, lançado pela Victory Records em CD e pela Reaper Records em vinil.

## Membros
- Scott Vogel – vocal (2002–atualmente)
- Nick Jett – bateria (2002–atualmente)
- Martin Stewart – guitarra (2006–atualmente)
- Jordan Posner – guitarra (2009–atualmente)
- Chris Linkovich – baixo (2017–atualmente)

## Discografiɑ
- 2004 - One with the Underdogs
- 2006 - Always the Hard Way
- 2008 - The Damned, the Shamed
- 2010 - Keepers of the Faith
- 2013 - Live by the Code
- 2015 - The 25th Hour
- 2018 - Total Retaliation